# Geranylpropionat
Geranylpropionat ist eine chemische Verbindung aus der Gruppe der Propionate.

## Vorkommen
Geranylpropionat kommt natürlich in Wermutkraut, Zitronenschalenöl, Kumquatschalenöl, Hopfenöl und Grünem Cardamom vor.

## Gewinnung und Darstellung
Geranylpropionat kann durch enzymatische Veresterung von Geraniol und Propionsäure in einem lösungsmittelfreien System dargestellt werden.

## Eigenschaften
Geranylpropionat ist eine farblose Flüssigkeit. Die Verbindung hat einen fruchtigen Geruch und einen bitteren Geschmack.

## Verwendung
Geranylpropionat ist gemäß der Richtlinie 70/524/EWG für unbegrenzte Zeit als Zusatzstoff in Futtermitteln für alle Tierarten zugelassen. Es wird auch als Aromastoff verwendet.